# Royal Observer Corps
Royal Observer Corps (česky Královský pozorovatelský sbor, do r. 1941 pouze Observer Corps) byl organizací civilní protiletecké obrany, existující ve Spojeném království mezi 29. říjnem 1925 a 31. březnem 1996. Skládal se hlavně z civilních dobrovolníků, sloužících v něm ve svém volném čase, a početně omezeného kádru důstojníků z povolání. V jeho čele stál důstojník Royal Air Force v hodnosti Air Commodore.
Za dobu své existence plnil sbor postupně dvě hlavní funkce. Nejprve byl od svého vzniku až do roku 1955 organizací jejíž hlavní rolí byla vizuální detekce, pozorování, sledování a telefonické hlášení pohybu nepřátelských letounů v britském vzdušném prostoru v rámci systému protivzdušné obrany. Za svou činnost na tomto poli během bitvy o Británii, během níž představovala síť jeho pozorovatelů jediný prostředek sledování pohybu bombardovacích svazů Luftwaffe poté co překročily britské pobřeží, se mu roku 1941 dostalo čestného přídomku Royal (Královský) v názvu a statusu pomocné uniformované složky Royal Air Force.
V této původní roli byl však postupně nahrazován technickými prostředky, zejména po zvětšení počtu radarů a rozšíření jimi sledovanému prostoru i na vnitrozemí Velké Británie, v období druhé světové války, kdy se postupně stal pouze doplňkovým prostředkem hlášení pohybu letadel ve vnitrozemí Velké Británie, ačkoliv ještě koncem války sehrál významnou roli při hlášení pohybu německých letounových střel V-1.
Úlohu sledování letadel sbor plnil i v době studené války a v roce 1955 mu byl přidělen další úkol, zjišťování a hlášení jaderných explozí a spadu. Tato nová role mu zůstala jako hlavní i po roce 1965, kdy, díky pokroku v radarové technice, byla zrušena většina jeho funkcí v oblasti sledování letadel. Jako pomocná organizace United Kingdom Warning and Monitoring Organisation, pro niž měl v případě jaderného útoku na půdě Spojeného království získávat a shromažďovat údaje o jaderných výbuších, radioaktivním spadu a stupni zamoření území, tak existoval až do začátku 90. let dvacátého století, kdy bylo s koncem studené války rozhodnuto o jeho deaktivaci, k níž definitivně došlo 31. března 1996, kdy bylo rozpuštěno jeho velitelství. Již předtím byla 30. září 1991 uvolněna ze služby většina civilních dobrovolníků a jejich zbytek pak k 31. prosinci 1995.

## Hodnosti

Chief Observer (Hlavní pozorovatel)
Leading Observer (Přední pozorovatel)

Observer Captain (Pozorovatel kapitán)
Observer Commander (Pozorovatel velitel)
Observer Lieutenant Commander (Pozorovatel velitel poručíka)
Observer Lieutenant (Pozorovatel poručíku)
Observer Officer (Pozorovatel)

- Chief Observer
(Hlavní pozorovatel)
- Leading Observer
(Přední pozorovatel)